# ایزولا سانت آنتونیو
ایزولا سانت آنتونیو (به ایتالیایی: Isola Sant'Antonio) یک کومونه در ایتالیا است که در استان آلساندریا واقع شده‌است.

## خصوصیات
ایزولا سانت آنتونیو ۲۳٫۹۱ کیلومترمربع مساحت و ۷۷۸ نفر جمعیت دارد و ۷۶ متر بالاتر از سطح دریا واقع شده‌است.